# Senecio hercynicus
A Senecio hercynicus a fészkesvirágzatúak (Asterales) rendjébe és az őszirózsafélék (Asteraceae) családjába tartozó faj.

## Előfordulása

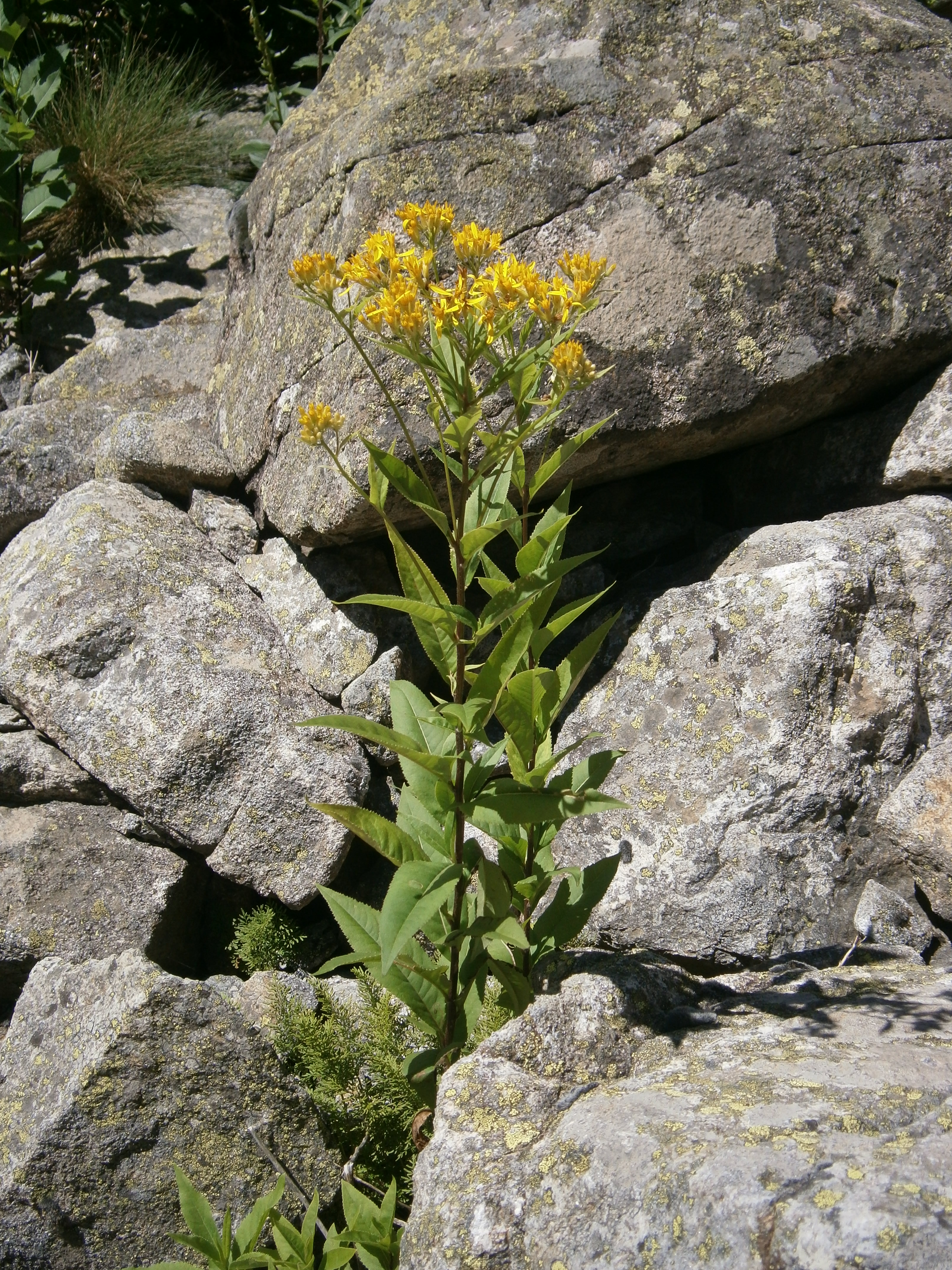
A természetes élőhelyén

A Senecio hercynicus előfordulási területe Franciaországtól Ukrajnáig tart. Elterjedési területének az északi határa Németország és Lengyelország északi részein van. Olaszországban és Délkelet-Európában is fellelhető.

## Alfajai
- Senecio hercynicus subsp. hercynicus Herborg
- Senecio hercynicus subsp. dacicus (Hodálová & Marhold) Greuter - szinonimája: Senecio dacicus Hodálová & Marhold
- Senecio hercynicus subsp. dalmaticus (Griseb.) Greuter
- Senecio hercynicus subsp. ucranicus (Hodálová) Greuter - szinonimája: Senecio ucranicus Hodálová